# Csiheng állomás
Csiheng (Jihaeng) állomás föld feletti metróállomás a szöuli metró 1-es vonalán, 2006 óta. Egyúttal a hagyományos Kjongvon (Gyeongwon) vasútvonal állomása is.

## Viszonylatok
| 1-es vonal                                                          | 1-es vonal                   | 1-es vonal                                                                 |
| ------------------------------------------------------------------- | ---------------------------- | -------------------------------------------------------------------------- |
| Tongducshon csungang (Dongducheon Jungang) Szojoszan (Soyosan) felé | Kjongvon (Gyeongwon) szakasz | Tokcsong (Deokjeong) Incshon (Incheon) felé                                |
| Korail                                                              |                              |                                                                            |
| Tokcsong (Deokjeong) Jongszan (Yongsan) felé                        | Kjongvon (Gyeongwon) vonal   | Tongducshon csungang (Dongducheon Jungang) Pengmagodzsi (Baengmagoji) felé |